# Tölcsér (anatómia)

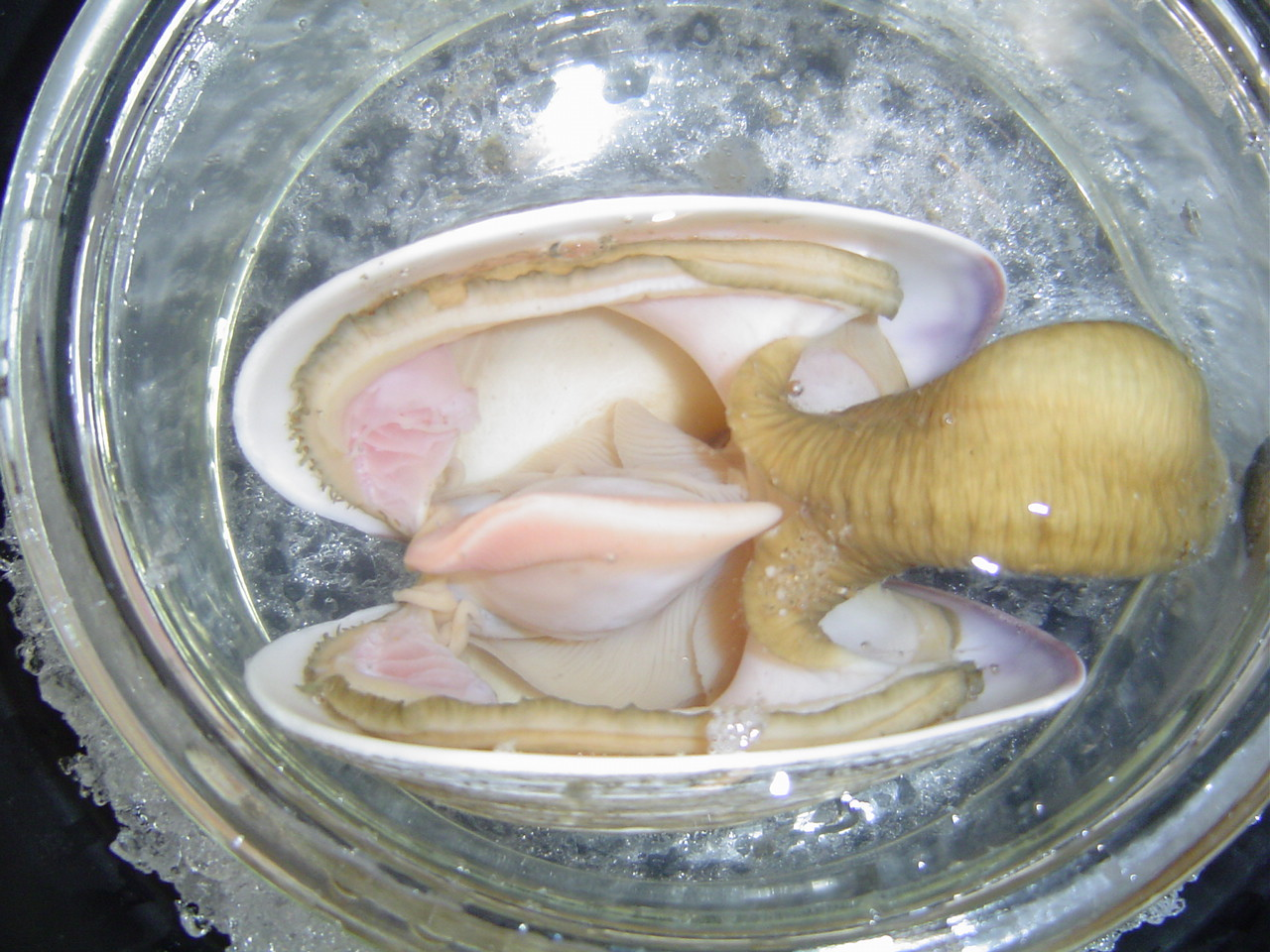
A Veneroida rendbe tartozó kagyló képe. A kettős tölcsér a képen jobbra látható.

A tölcsér vagy szifó a csigák (Gastropoda), kagylók (Bivalvia) és fejlábúak (Cephalopoda) osztályába tartozó, vízi életmódot folytató puhatestűek testrésze. Leggyakrabban sós- vagy édesvízi csigák, kagylók, polipok és tintahalak rendelkeznek tölcsérrel.
A tölcsér többnyire cső alakú, a puhatestűek lábából módosult testrész, amely vizet (ritkább esetben levegőt) továbbít, elkeskenyülő külső része a köpönyegüregből kifelé irányul. A levegőt csak légzésre használják, de a tölcsérben áramló víz a légzésen kívül mozgásra, táplálkozásra és szaporodásra is szolgálhat. A víz áramolhat a köpönyegüreg felé, illetve kifelé.
A csigáknak általában egy tölcsére alakult ki. A kagylóknál a tölcsér páros szerv, amely összeolvadt. a fejlábúak esetében csak egy tölcsér található (hyponome).

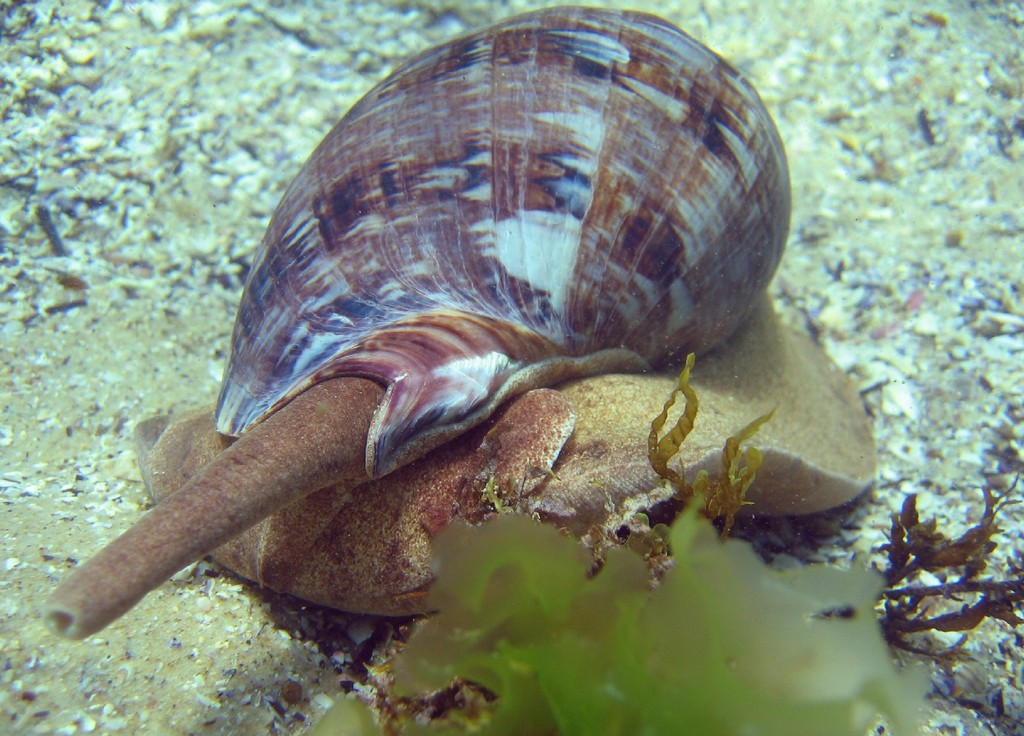
A tengeri, ragadozó életmódot folytató Cymbiola magnifica tölcsére

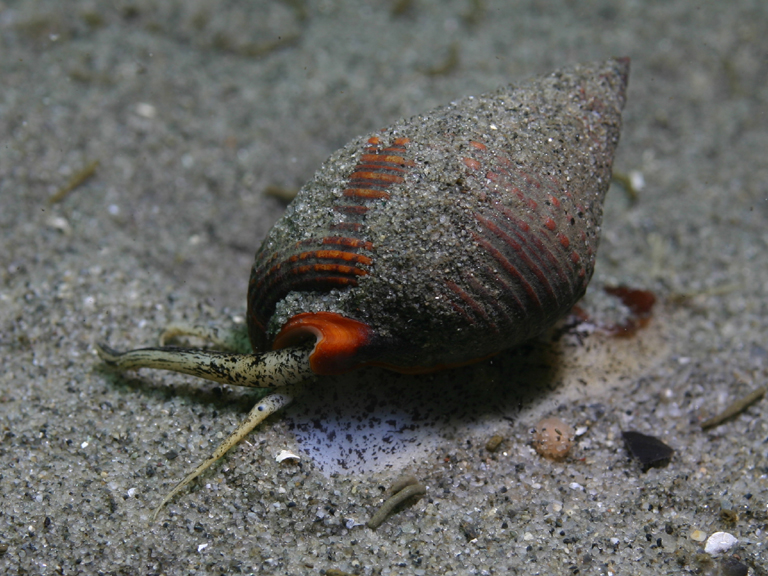
A Nassarius fossatus tengeri csiga tölcsére (balra)

## Csigák

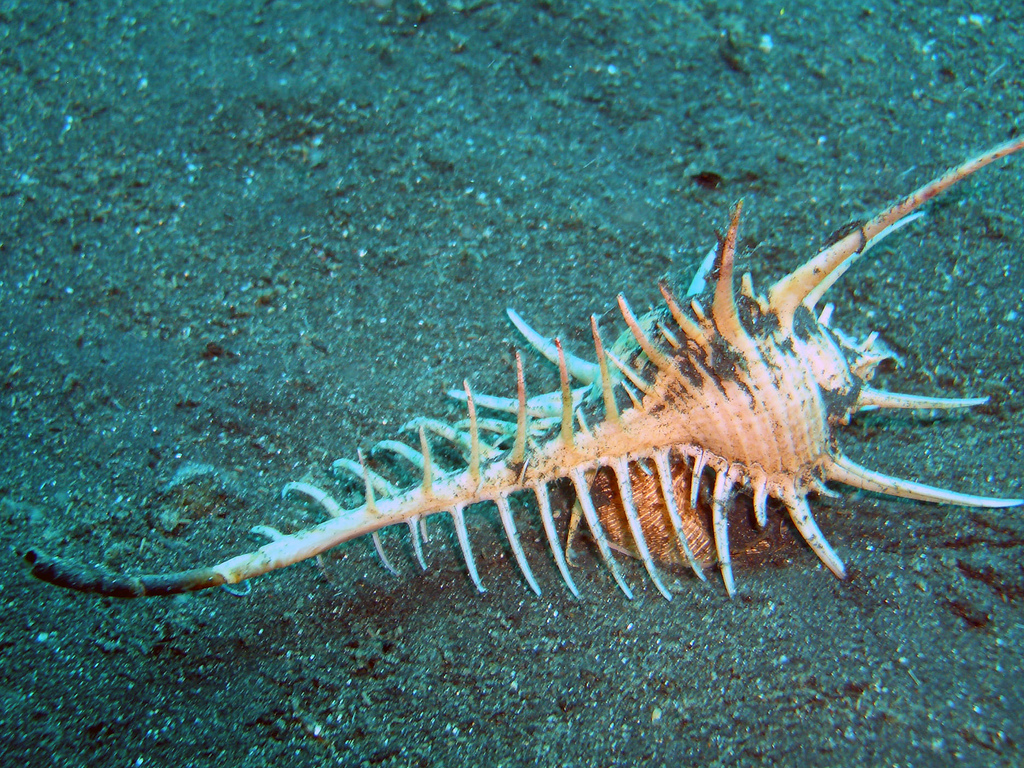
Murex pecten

Egyes tengeri csigafajoknál a köpeny külső részéből alakult ki a tölcsér, amelyen keresztül az állat vizet szív be a kopoltyúba (vagyis a köpenyüregbe).
Ezeknél a fajoknál a tölcsér puha, csőszerű szerv, amelyen kémiai érzékelők is találhatók, ezek biztosítják a szag- vagy ízérzékelést a csigáknak, amely a táplálékszerzésben is szerepet játszik. A tölcsérrel rendelkező tengeri csigák vagy ragadozók vagy dögevők.
Bár a csigák esetében a tölcsér csőként funkcionál, de morfológiailag a köpeny egy ránca, amely cső formájúvá alakult. Azoknál a tengeri csigáknál, amelyeknél a tölcsér különösen hosszú, a csigaház (testa) átalakult, hogy megfelelő védelmet biztosítson a tölcsér puha szövetének (egyik jellegzetes példája ennek a Murex pecten. Más fajok esetében a csigaházon csak egy kitüremkedés látható a tölcsér helyén.
Az Aplysia fajok kopoltyú és tölcsérvisszahúzási reflexe az állat önkéntelen védekezési mechanizmusa és fontos szerepet kapott idegrendszeri kutatások során.

### A tölcsér mint légzőszerv tüdőscsigák esetében

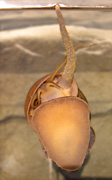
Az almacsigák családjába tartozó Pomacea canaliculata, amely a víz alól a felszínre dugta ki szifóját.

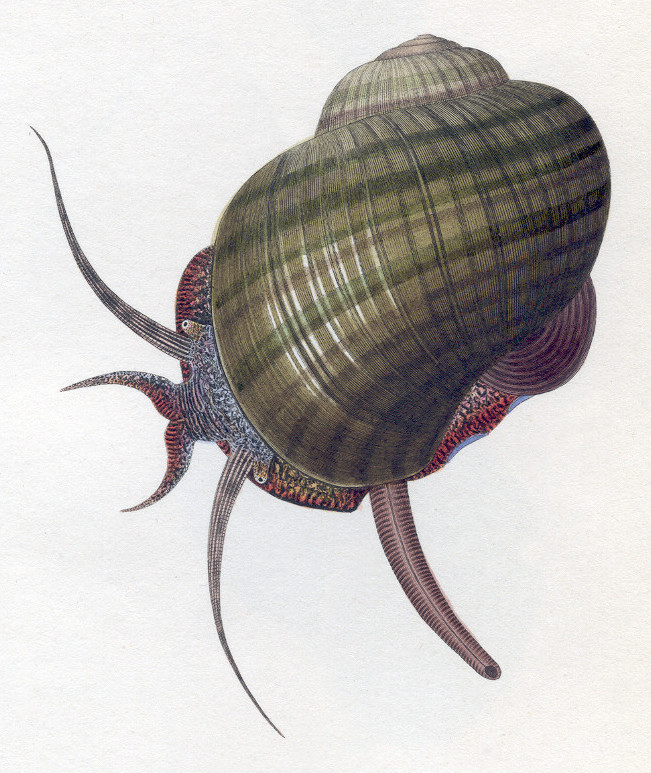
Florida államban honos édesvízi csigafaj (Pomacea paludosa) rajza, a szifó jobbra lent látható

Az almacsigák családjába tartozó édesvízi csigafajok esetében a szifó a köpenyüreg bal széléből alakult ki és jelentős szerepet játszik a légzés során. Ezeknél a fajoknál a légzés a köpenyüreg falán keresztül történik és az állatok a szifót a vízfelszín felé kinyújtva szívnak be levegőt, amikor oxigénben szegény vízben tartózkodnak és a vízen keresztül nem jutnak elég oxigénhez. A szifó lényegében a búvárok légzőcsövéhez hasonló szerepet tölt be és az állat szükség szerint ereszti ki vagy húzza vissza.

## Kagylók

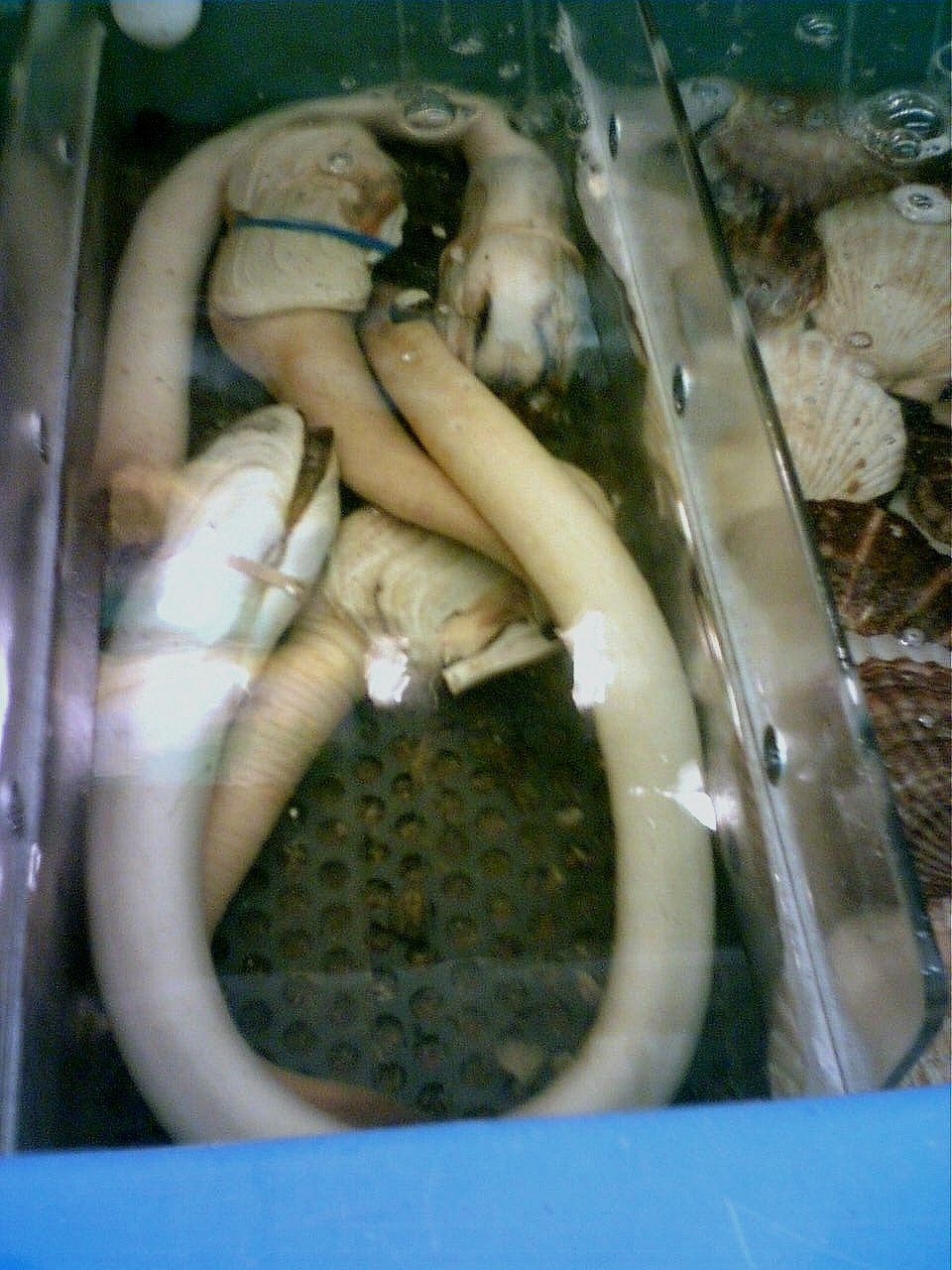
A Panopea abrupta három példánya tengervizes tartályban, a szifók hossza ennél a fajnál elérheti az 1 métert

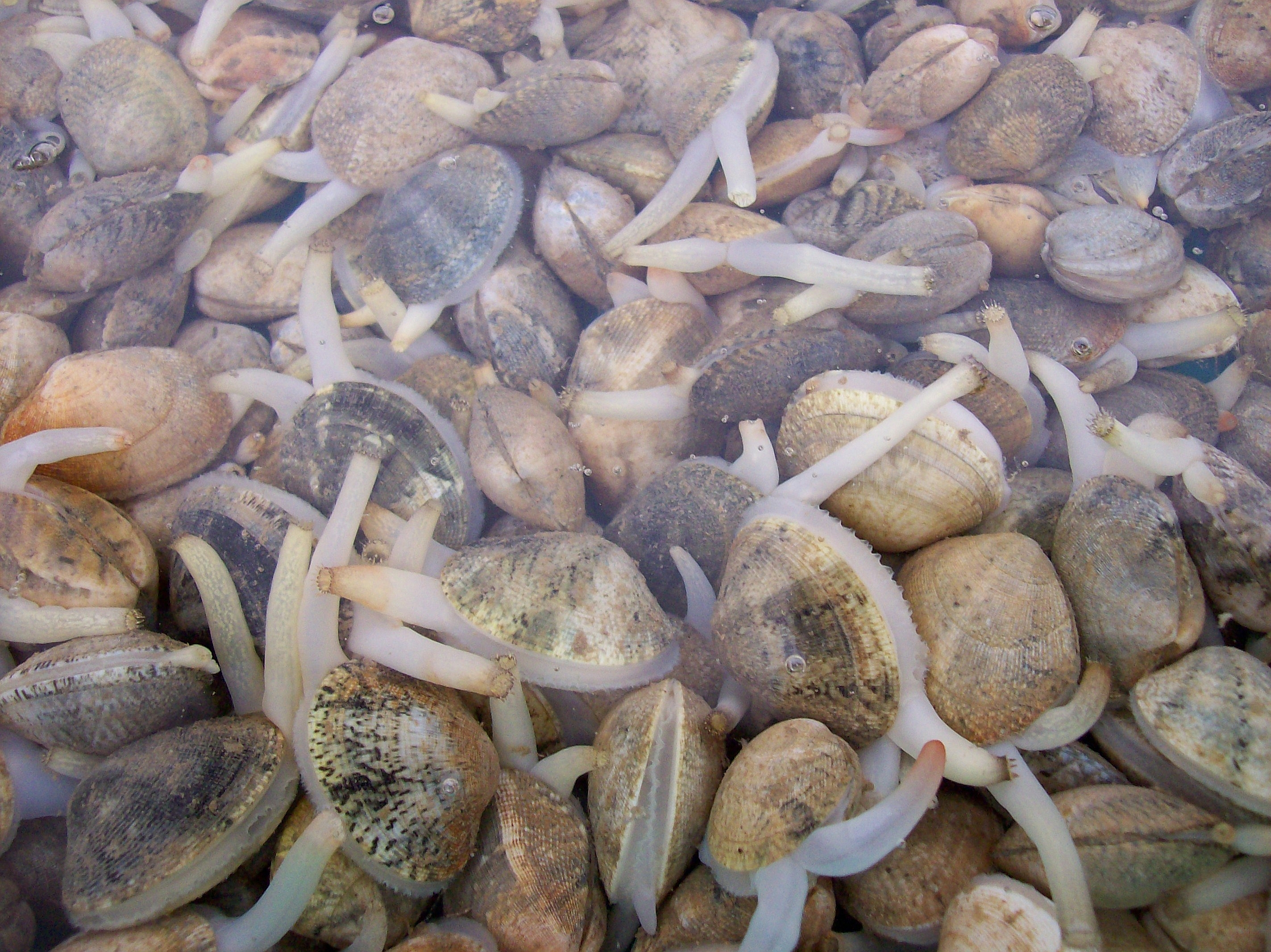
Veneroida kagylók kiterjesztett szifóval

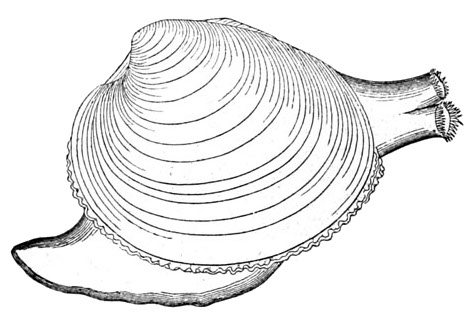
A Venus verrucosa kagyló rajza kiterjesztett szifókkal (a felső belélegző, az alsó kilélegző), kagylóval és lábbal.

A tölcsérrel rendelkező kagylófajoknál kettős tölcsér alakult ki. Nem minden kagylónak vannak tölcsérei: általában azoknak a fajoknak, amelyek a szubsztráton élnek (mint pl. az osztriga), nincs szükségük erre. A tengerfenék üledékében élő kagylóknak azonban szükségük van a tölcsérekre, amelyeket az üledék felé ki tudnak nyújtani. Ezek segítségével lélegeznek, táplálkoznak, kiválasztanak és szaporodnak.
Minél mélyebbre ássa be magát egy adott kagylófaj az üledékbe, annál hosszabb tölcsérre van szüksége: a Panopea abrupta faj egyes példányainál a tölcsér hossza elérheti az 1 métert is és a Távol-Keleten egyes országaiban a kagyló tölcsére keresett csemege, amelyet nyersen vagy főzve fogyasztanak.
A legtöbb kagyló szükség esetén teljesen vissza tudja húzni szifóját a kagylóhéjba, de ez nem mindegyik fajra igaz. Az előbbiek esetében a kagylóhéjon belül található egy üreg ("pallial sinus"), ahová a szifó illeszkedik és ezzel lehetővé teszi a kagylóhéj teljes bezárását.
A kagylók szifója a köpenyüreg hátsó széléből alakult ki. A két szifóból az egyik rendszerint belélegző, vagyis a víz ezen keresztül lép be a köpenyüregbe, majd miután átfolyik a kopoltyúkon, a kilélegző szifón keresztül távozik. A vizet a kopoltyúk mozgatják és általában a víz megszűrésével táplálékhoz is jutnak a kagylók.

### Táplálkozás
Egyes fajok esetében a kagylók szinte porszívóként használják a szifójukat és aktívan törekednek a táplálékban gazdag üledék felszippantására. A többi kagylófaj megelégszik az általuk beszippantott vízben jelenlévő mikroplankton kiszűrésével.

## Fejlábúak

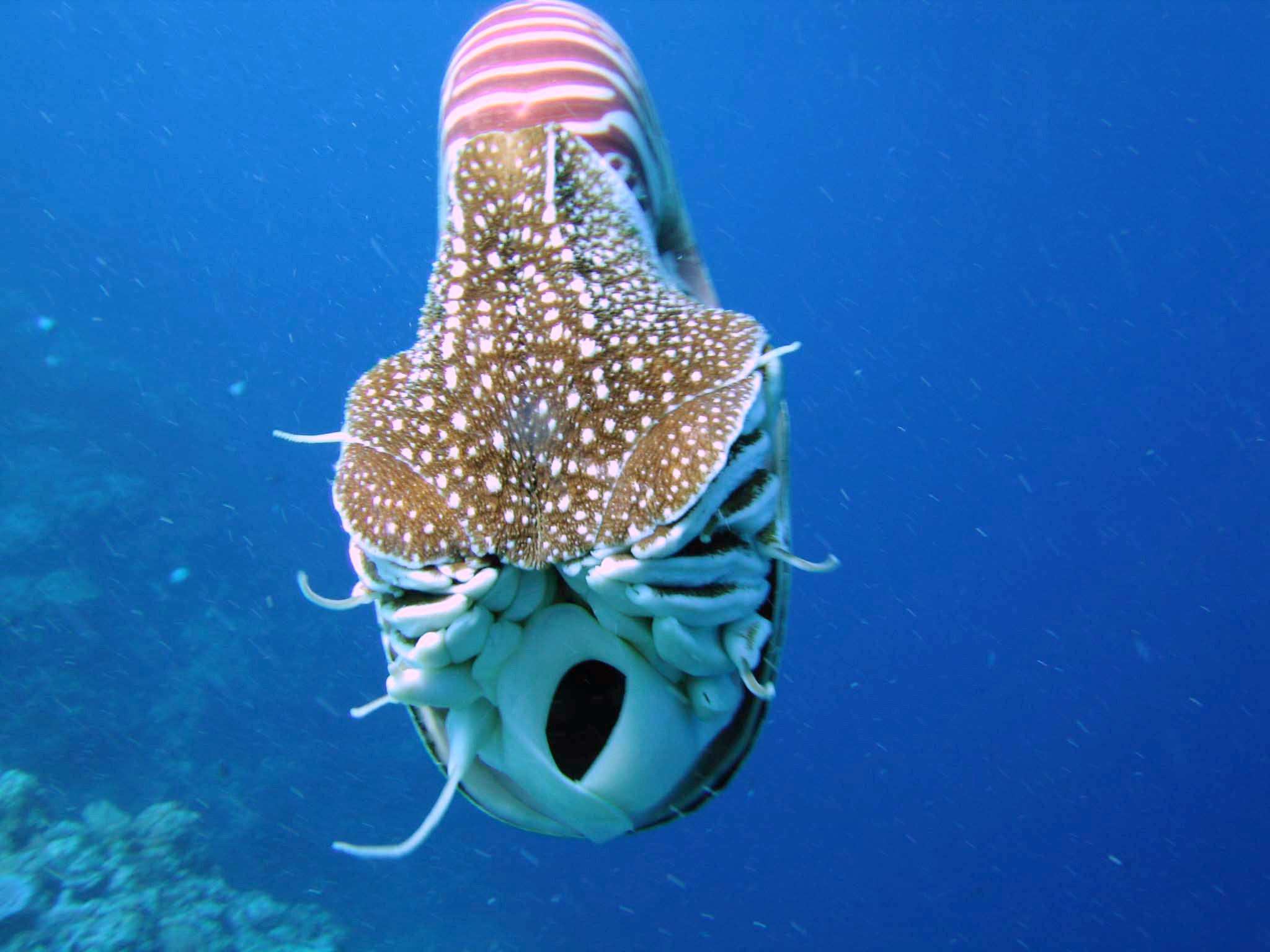
Nautilus belauensis szemből, jól látható a tölcsér nyílása.

A fejlábúak tölcsére izmos szerv, amelyből a vizet hirtelen ki tudják préselni és a sugárhajtás elvén magukat mozgatják. A fejlábúak tölcsére egy közös ős lábrészéből alakult ki.
A víz a köpenyüregbe lép be és a tölcsér falának hirtelen összehúzódásakor hátrafelé lövell ki, amely az állatot előremozgatja. A legtöbb fejlábúnál, mint pl. a polipok, tintahalak és kalmárok, a tölcsér kör keresztmetszetű, izmos cső. A Nautilidae családba tartozó fajok esetében azonban inkább egy félbehajtott szárnyra emlékeztet.

## Fordítás
Ez a szócikk részben vagy egészben  a   Siphon (mollusc) című angol Wikipédia-szócikk fordításán alapul.  Az eredeti cikk szerkesztőit annak laptörténete sorolja fel. Ez a jelzés csupán a megfogalmazás eredetét és a szerzői jogokat jelzi, nem szolgál a cikkben szereplő információk forrásmegjelöléseként.